# Disneyland
Disneyland este primul parc de distracții Disney aflat in Anaheim, California, deținut și operat de Walt Disney Parks and Resorts , divizie a The Walt Disney Company. Inițial, și încă de multe ori cotidian, Disneyland a fost dedicat cu un preview de presă televizată la 17.07.1955, și a deschis pentru publicul larg, pe 18.07.1955. Disneyland deține distincția de a fi singurul parc cu tematică care a fost proiectat și construit sub supravegherea directă a lui Walt Disney. În 1998, parcul tematic a fost redenumit Disneyland Park pentru a se distinge de cel mai mare complex , Disneyland Resort.
Disneyland a fost cel mai căutat parc de distracții din lume, având aproape 600 de milioane de vizitatori din 18.07.1955. În 2009, 15.9 milioane de persoane au vizitat parcul făcându-l al doilea cel mai vizitat din lume în anul calendaristic respectiv.

## Dedicație
"Pentru toți cei care vin în acest loc fericit: Bine ai venit! Disneyland este țara ta. Aici cei vârstnici pot să reînvie amintiri plăcute din trecut ... și tinerii pot savura provocarea și promisiunea viitorului. Disneyland este dedicat idealurilor, viselor și faptelor concrete care au creat America ... cu speranța că aceasta va fi o sursă de bucurie și de inspirație pentru toată lumea. "
-Walter E. Disney, 17.07.1955 16:43

## Istorie

### Concepția și construcția

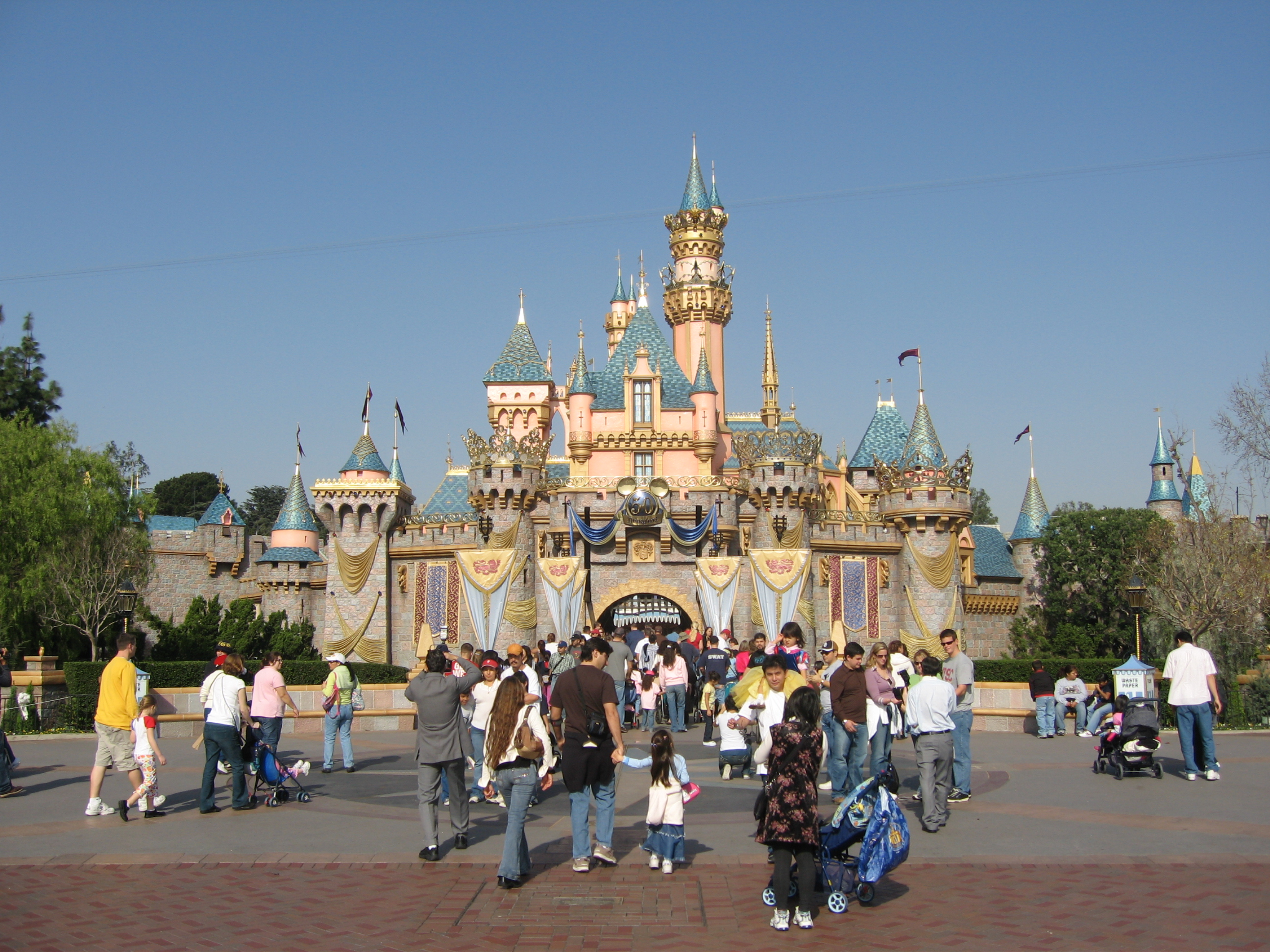
Castelul Frumoasei Adormite

Conceptul de „Disneyland” a început într-o duminică, când Walt Disney a fost în vizită la Griffith Park cu fiicele sale Diane si Sharon. În timp ce ele făceau o  plimbare la Merry-Go-Round, el a venit cu ideea de a crea un loc în care adulții și copiii lor ar putea merge să se distreze împreună. De asemenea Walt Disney a fost influențat de amintirile tatălui său din timpul Expoziției Columbiene Mondiale din 1893, din Chicago (tatăl său a lucrat la expoziție). Parcul ,,Plaisance Midway" include o serie de atracții, reprezentând diferite țări din întreaga lume și altele, reprezentând diferite perioade de timp; ea a inclus, de asemenea, multe plimbări, inclusiv prima roată Ferris, "o cursă în cer", un tren de pasageri care a înconjurat perimetrul, și un spectacol Vestul Sălbatic (Wild West).
În timp ce mulți oameni i-au scris scrisori lui Walt Disney despre vizita la Disney Studio, el a realizat că un studio de film funcțional a avut puține de oferit fanilor. Aceasta a început să promoveze ideile de construire a unui site în apropierea studiourilor din Burbank pentru turiști.Apoi, ideile lui au evoluat la un mic parc de joaca cu o plimbare cu barca și în alte zone tematice. Conceptul inițial al lui Walt, "Mickey Mouse Park", a început cu un 8 de acri (0.012 mp MI; 0.032 km2) complot în Riverside Drive. Walt a început să viziteze alte parcuri pentru inspirație și idei, inclusiv Gradinile Tivoli, Greenfield Village, Big Ben, Tilburg, Playland, si tărâmul fermecat pentru copii. El a început împreună designerul său de lucru privind conceptele, dar acestea ar urma să crească într-un proiect mult mai mare decât ar putea fi cuprinse în 8 hectare (32.000 m2). Walt Disney angajat un consultant, Harrison Price de la Stanford Research Institute, pentru a evalua zona bună pentru a localiza parcul tematic bazat pe creșterea potențialului zonei. Cu raportul lui Price, Disney a achiziționat 160 de acri (0.250 mp MI; 0.647 km de plantații de portocale și nuci în Anaheim, la sud-est de Los Angeles.
Dificultățile în obținerea de finanțare l-a determinat pe Disney sǎ investigheze noi metode de strângere de fonduri. El a decis să utilizeze televiziunea pentru a obține idei în casele oamenilor și așa el a creat un spectacol numit Disneyland, care a fost difuzat pe rețeaua de televiziune ABC, al cărui proprietar era el. În schimb, rețeaua a fost de acord să contribuie la finanțarea noului parc. În primii cinci ani de funcționare, Disneyland a fost deținută de Disneyland Inc, care a fost deținută în comun de Walt Disney Productions, Walt Disney, Europa de Vest și ABC . În 1960 Walt Disney Productions cumpărat partea ABC-ul . În plus, multe dintre magazinele de pe Main Street, SUA au fost deținute și operate de alte companii care au închiriat spațiul de la Disney.Construcția a început pe 16 iulie 1954 și a costat 17 milioane dolari USD pentru a fi finalizată, și a fost deschisă cu exact un an și o zi mai târziu . US Route 101 (mai târziu interstatal 5) a fost în construcție, în același timp doar la nordul site-ului ; în cursul de pregătire pentru traficul pe care Disneyland era de așteptat să-l aducă, au mai fost adăugate doua benzi de circulație în plus , chiar înainte ca parcul să fie terminat.

### Iulie, 1955: Ziua dedicației și ziua deschiderii
Disneyland Park a fost deschis pentru public pe 18.7.1955 cu numai 20 de atracții. Cu toate acestea, o conferință de presă internațională specială  a avut loc duminică, 17/07/1955, care a fost deschisă doar pentru invitați și mass-media. Evenimente speciale de duminică, inclusiv dăruirea, au fost televizate la nivel național și au ancorat trei dintre prietenii lui Walt Disney de la Hollywood: Arta Linkletter, Bob Cummings, și Ronald Reagan. ABC a difuzat evenimentul live pe rețeaua sa; în timp, a fost una dintre emisiunile cele mai mari și mai complexe trăite vreodată.

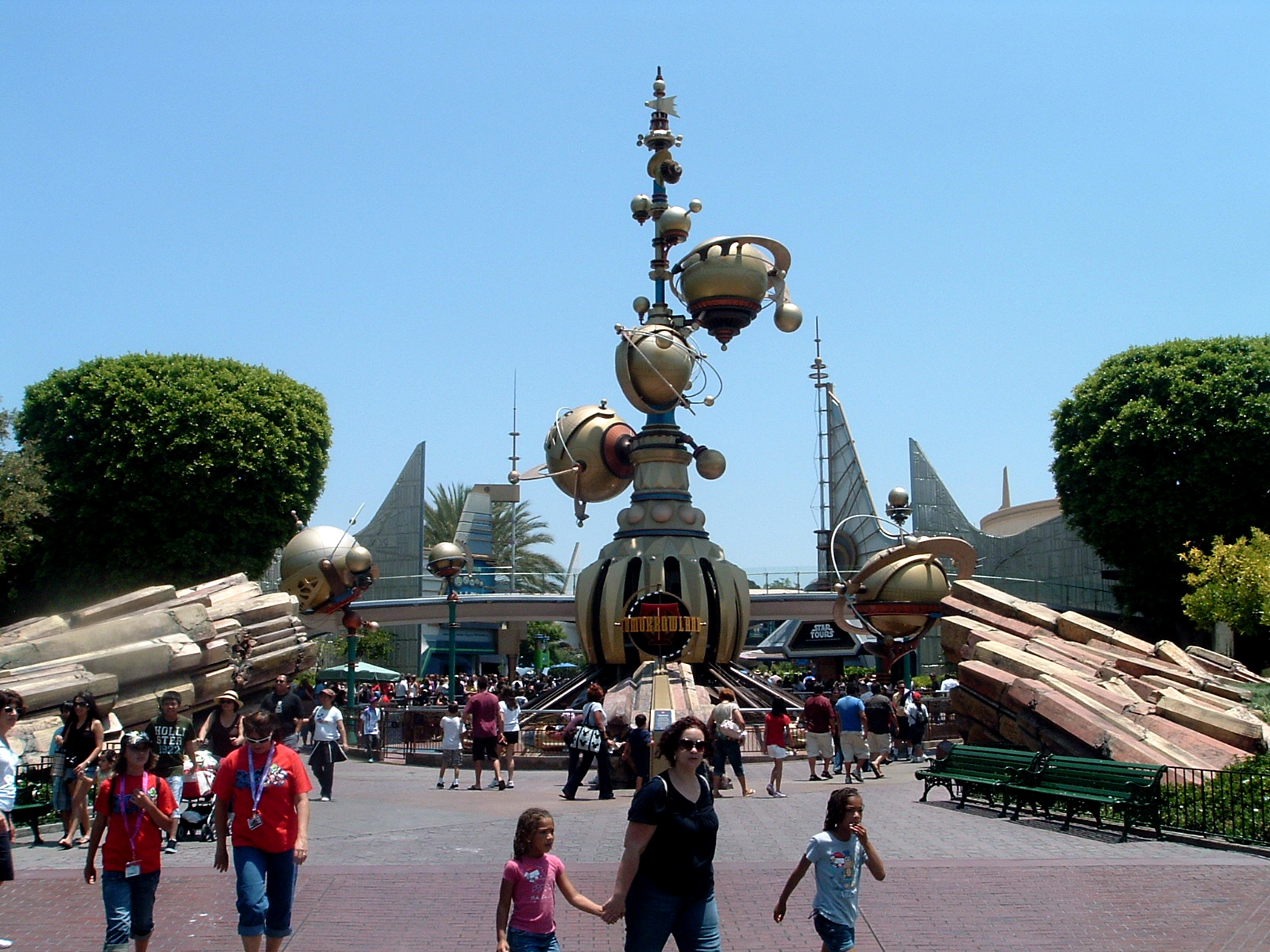
Intrarea principală în Tomorrowland (1998 - prezent)

Evenimentul nu a mers bine. Parcul a fost supraaglomerat datorită afacerii cu bilete false. Doar 11.000 de persoane au fost de așteptat să apară, dar o eșalonarea de 28,154 a fost eventuala populației. Vedetele de cinema și alte figuri celebre programate să vină la fiecare două ore au apărut toți odată. Toate drumurile principale din apropiere erau goale. Temperatura a fost una neobișnuit de mare : 101 °F (38 °C), și o grevă instalatori a lăsat parcul fără fântâni de băut apă . Lui Disney i s-a oferit o alegere de a avea multe fântâni sau rularea toaletelor și el a acceptat.
Aceasta, cu toate acestea, a generat publicitate negativă de când Pepsi a sponsorizat deschiderea parcului; clienții au fost dezamăgiți când au  crezut că fântânile nu merg dar a fost un mod cinic de a vinde sifon. Asfaltul a fost turnat recent doar că dimineața a fost atât de moale încât pantofii pentru femei cu toc înalt s-au scufundat în ea.

### Primii ani
În septembrie 1959, premierul sovietic Nikita Hrușciov a petrecut treisprezece zile în Statele Unite. La vizita lui Hrușciov a avut două cereri: sǎ viziteze Disneyland și să-l cunoască pe John Wayne, desenatorul de top al Hollywood-ului . Datorită tensiunii Războiului Rece și problemelor de securitate, el a fost refuzat pentru celebra excursie la Disneyland .

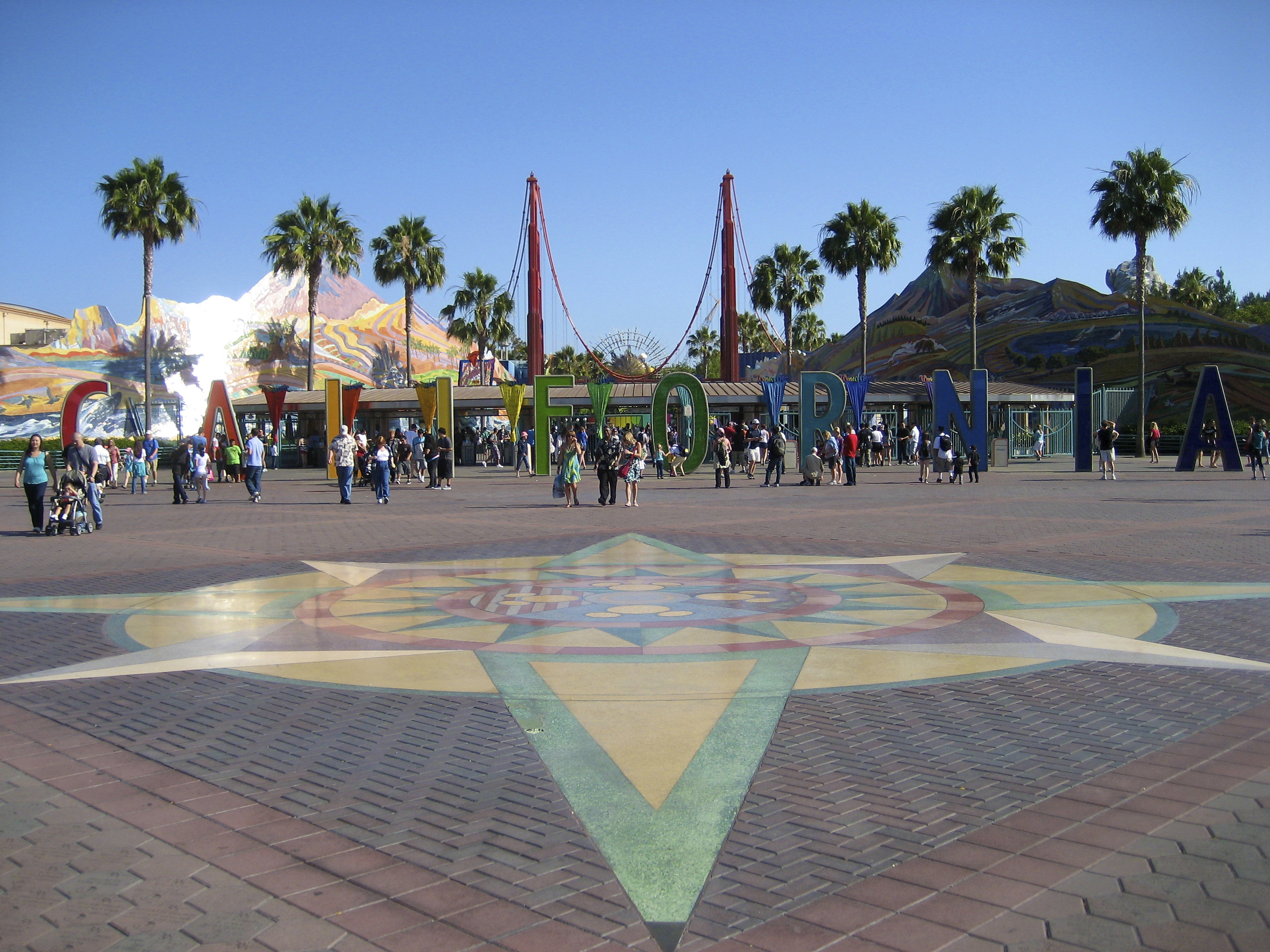
Disney's California Adventure

### Tranziția din 1990: Parcul devine stațiune
La sfârșitul anilor '90, au început lucrările pentru extinderea pe de o parte a parcului, pe de altă partea a unui hotel. Disneyland Park, Hotel Disneyland și site-ul de parcare original, precum și alte proprietăți care au fost achiziționate din jur erau alocate pentru a deveni parte dintr-o dezvoltare mai mare a stațiunii de vacanță. Noile componente ale stațiunii erau un alt parc tematic, Disney California Adventure Park, un mall, complexul de mese și de divertisment, centrul Disney, un Hotel Disneyland remodelat, numit „Disney's Grand californian Hotel”, precum și achiziționarea unui hotel aparținând companiei Pan Pacific (mai târziu va fi remodelat și se va redenumi Disney's Paradise Hotel Pier). Deoarece parcările existente (la sud de Disneyland) au fost construite de către aceste proiecte, pe șase niveluri, 10,250 de metri a fost construit spațiul "Mickey și Prietenii"; parcarea a fost construită în colțul de nord-vest de proprietate. La momentul finalizării sale în 2000, acestă structură a fost cea mai mare parcare din Statele Unite.

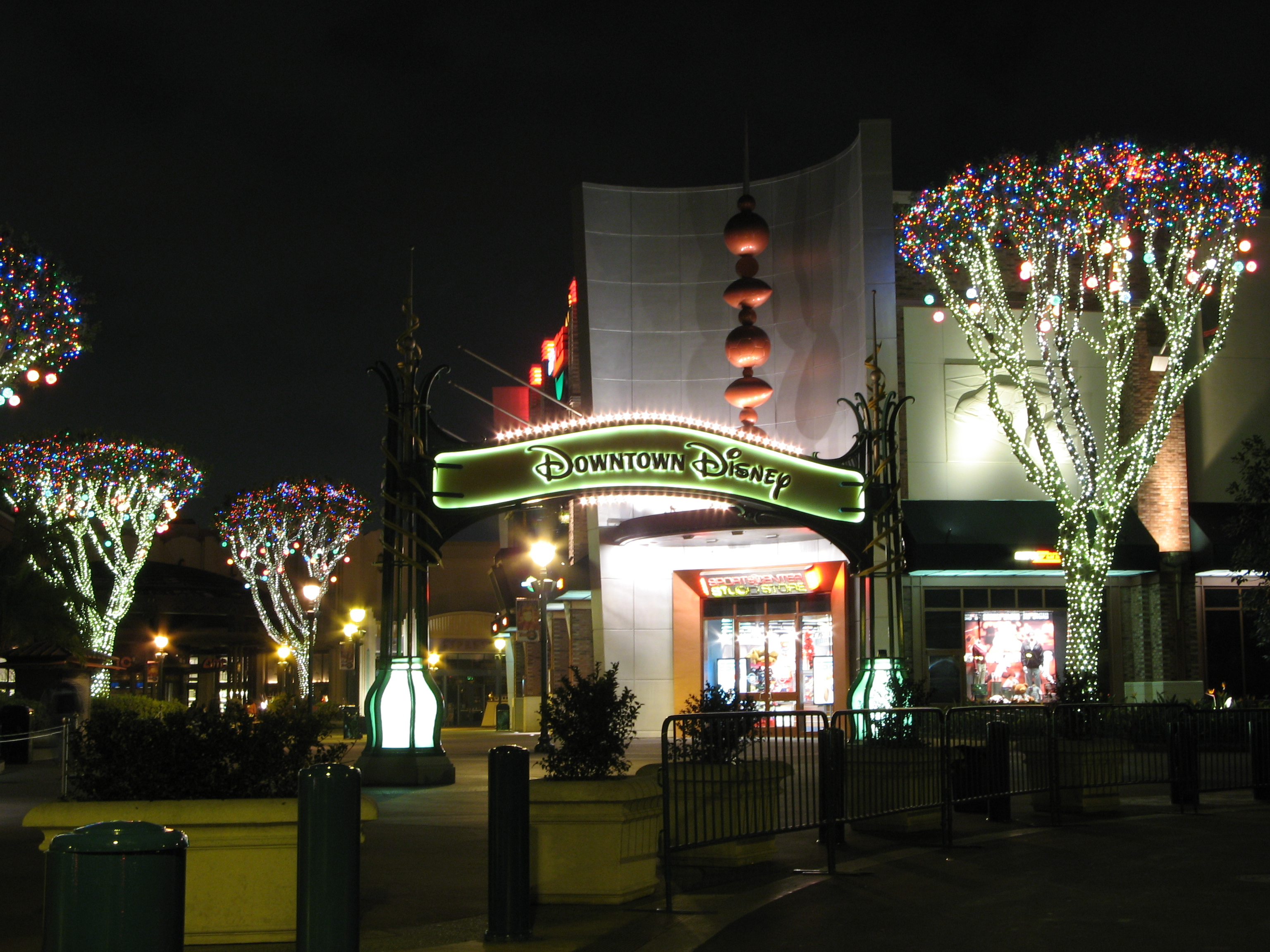
Centrul Disney.

### Disneyland în secolul 21

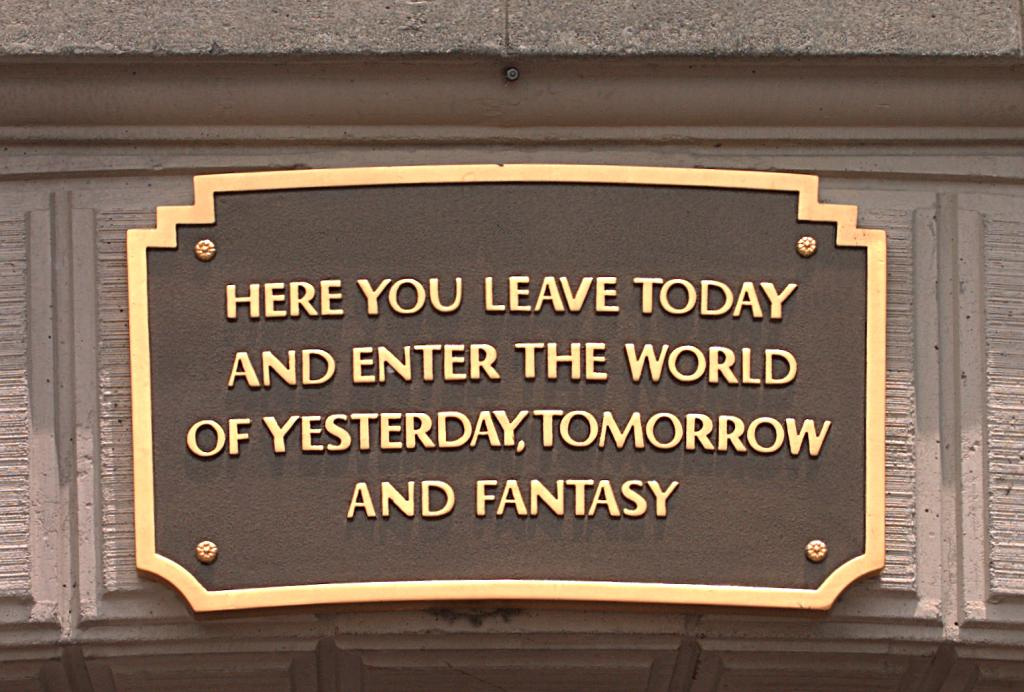
Plǎcuța de la intrare

Matt Ouimet, fostul președinte al Disney Cruise Line, a fost promovat să-și asume conducerea Disneyland Resort la sfarșitul anului 2003. La scurt timp după aceea, el l-a selectat pe Greg Emmer ca vice-președinte senior de operațiuni. Emmer este de mult timp un membru al Disney care a lucrat la Disneyland, în tinerețea sa, înainte de a se muta la Florida și care deține mai multe poziții de conducere executivă la Walt Disney World Resort. Ouimet a pus rapid în inversarea anumite tendințe, în special în ceea ce privește întreținerea cosmeticii și o întoarcere la originile programului de întreținere a infrastructurii, în speranța de restabilire a recordului de siguranță din trecut. La fel ca însuși Walt Disney, Ouimet și Emmer ar putea fi văzuți de multe ori mergând pe jos în parc în timpul orelor de afaceri cu membrii personalului lor. Ei purtau insigne de membru, se aflau în linia de atracție și salutau comentariile de la vizitatori.
Cu mai mult de 5.000 de galoane de vopsea în PD, 100.000 de lumini în total, milioane de plante, 400 de milioane vizitatori care să intre în parc până în prezent, Matt Ouimet a anunțat că el ar pleca, lăsând Walt Disney Company și a devenit președinte al Starwood Hotel & Resorts Worldwide în iulie 2006. La scurt timp după acest anunț, Ed. Grier, director executiv în managering al Walt Disney Atracții Japonia, a fost numit președinte al Disneyland Resort. Greg Emmer s-a retras de la locul de muncă pe 8.02.2008. În octombrie 2009, Ed. Grier a anunțat retragerea sa, și a fost înlocuit de George Kalogridis ca nou președinte al Disneyland Resort.

### Aniversarea a 50 de ani
În timp ce Disneyland a vândut multe cărți cu autografe și alimente, a început sărbătoarea de optsprezece luni de-a lungul (a avut loc prin 2005 și 2006) a cincizecii aniversări a parcului de distracții Disneyland, care s-a deschis pe 18.07.1955. Sărbătoarea a comemorat cincizeci de ani de parcuri tematice Disney, și a sărbătorit piatra de hotar dintre Disneyland-urile din întreaga lume. În 2004, parcul a întreprins o serie de proiecte de renovări majore în curs de pregătire pentru celebrarea a "cincizecea aniversare".
Multe atracții clasice au fost restaurate, în special Space Mountain, Jungle Cruise, Conacul bântuit, Pirații din Caraibe, și Enchanted Walt Disney's Tiki cameră, de asemenea, atracțiile care au fost în parc la deschiderea din 1955, au avut un singur vehicul de curse pictat auriu, și au existat urechi de Mickey Mouse în întregul parc. Celebrarea a 50-a aniversare a început la 05.5.2005 (Pentru a juca pe data 5-5-05) și sa încheiat pe 30.09.2006 pentru a fi înlocuitǎ de celebrarea parcurilor Disney : "Anul unui milion de vise", sărbătoare, care de fapt a durat 27 luni și sa încheiat la 31 decembrie 2008.

### Aniversarea a 55 de ani
Începând cu data de 1 ianuarie 2010, Disney Parks a găzduit "Dă o zi", "Ziua Disney" , un program de o zi de voluntariat în care Disney a încurajat oamenii de toate vârstele să facǎ acțiuni de caritate și în schimb de a primi o zi liberă la Disney, fie la Disneyland Resort în California sau Walt Disney World Resort din Florida. La data de 9 martie 2010, Disney a anunțat că a atins obiectivul de un milion de voluntari și s-a încheiat promovarea pentru oricine care nu a fost încă înregistrat și semnat pentru o situație de voluntariat.

### Schema parcului

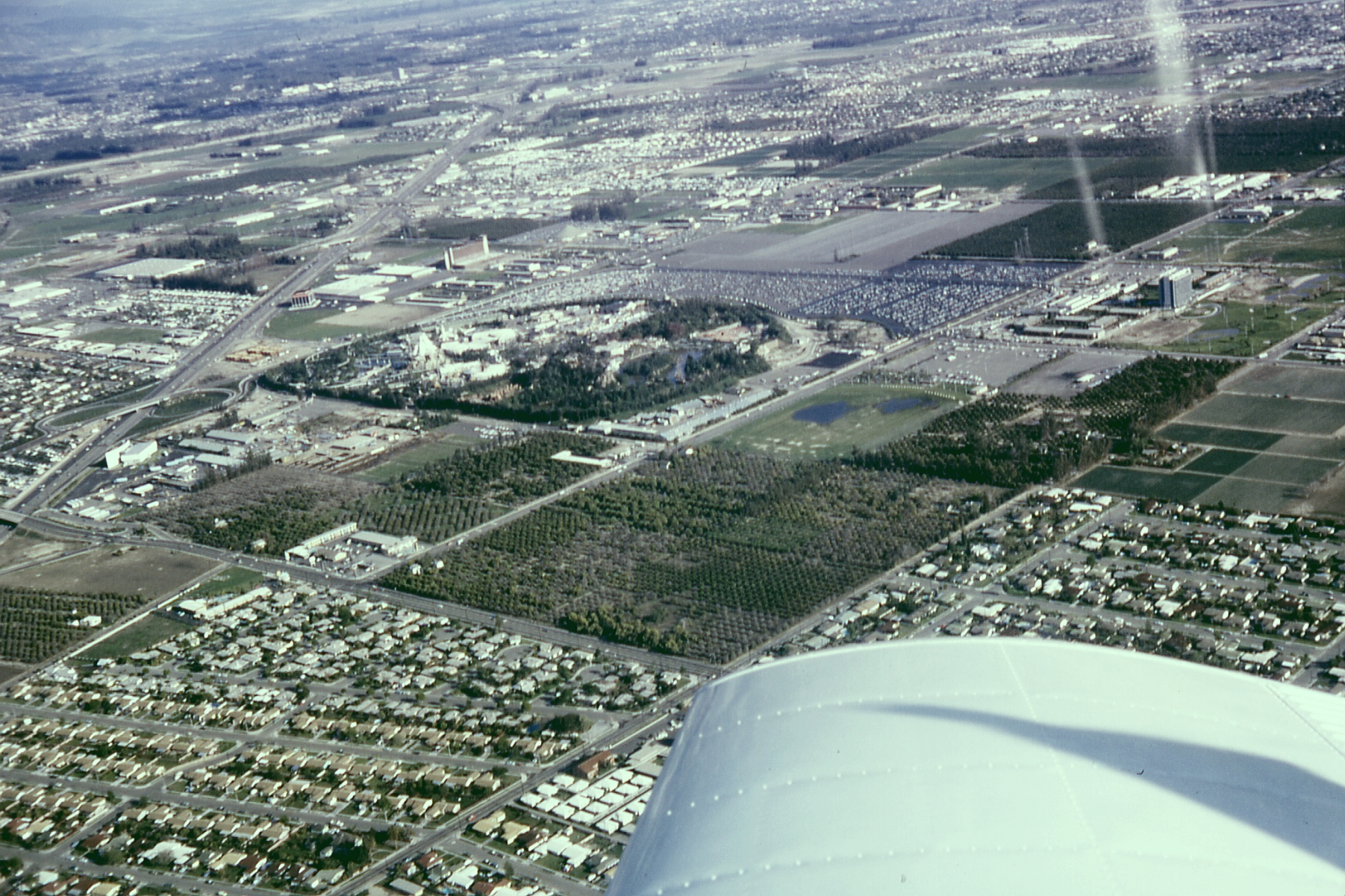
Vedere aeriană a Disneyland-ului în mai 1965

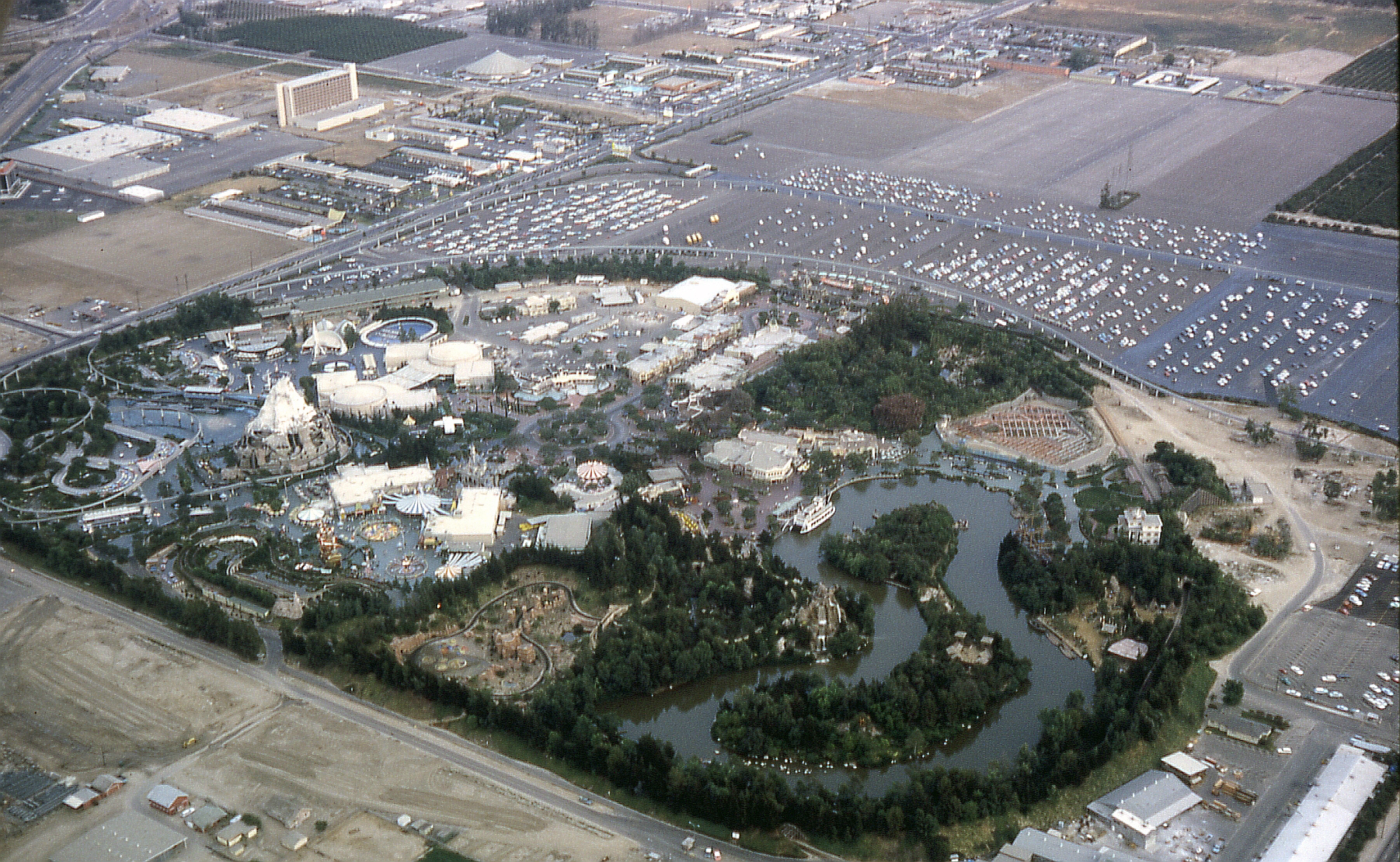
Vedere aeriană a Disneyland-ului în 1963

Parcul este împărțit în tărâmuri, ca cele patru puncte cardinale ale busolei . La intrarea într-un tărâm, un oaspete este complet scufundat în mediul înconjurător și este în imposibilitatea de a vedea sau auzi orice alt sunet . În zona publică s-au ocupat aproximativ 85 de acri (0.133 mp MI; 0.344 km2). Când s-a deschis parcul inițial, acesta avea cinci domenii tematice:
- Main Street, USA, începutul secolului 20-lea al orașului Midwest bazat pe copilaria lui Walt Disney.
- Adventureland, reprezentând jungla cu tematicǎ de aventuri.
- Fantasyland, aducând fantezia într-o realitate.
- Tomorrowland, căutați în viitor.

De la deschiderea inițială , au mai fost adăugate și alte tărâmuri:
- În 1957, Holidayland, de 9 acri (0.014 mp MI; 0.036 km2), zona de recreere, inclusiv un circ , care a fost închis la sfârșitul anului 1961.
- În 1966, New Orleans Square, pe baza orașului New Orleans din secolul al XIX-lea.
- În 1972, "Bear Country", tematica pădurilor de munte din Sud. Mai târziu a fost redenumit Critter Country .
- În 1993, Toontown Mickey's, cu tematica în jurul Toontown care a fost văzut în filmul Who Framed Roger Rabbit.